# Rohacki Koń

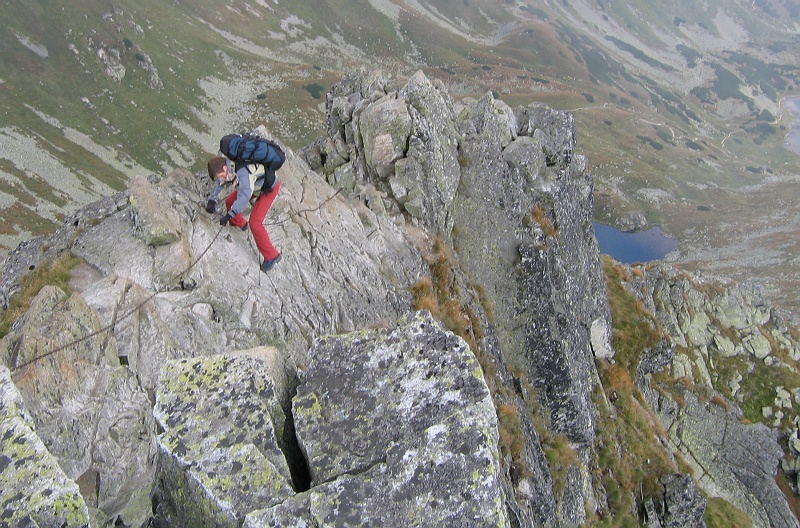
Rohacki Koń

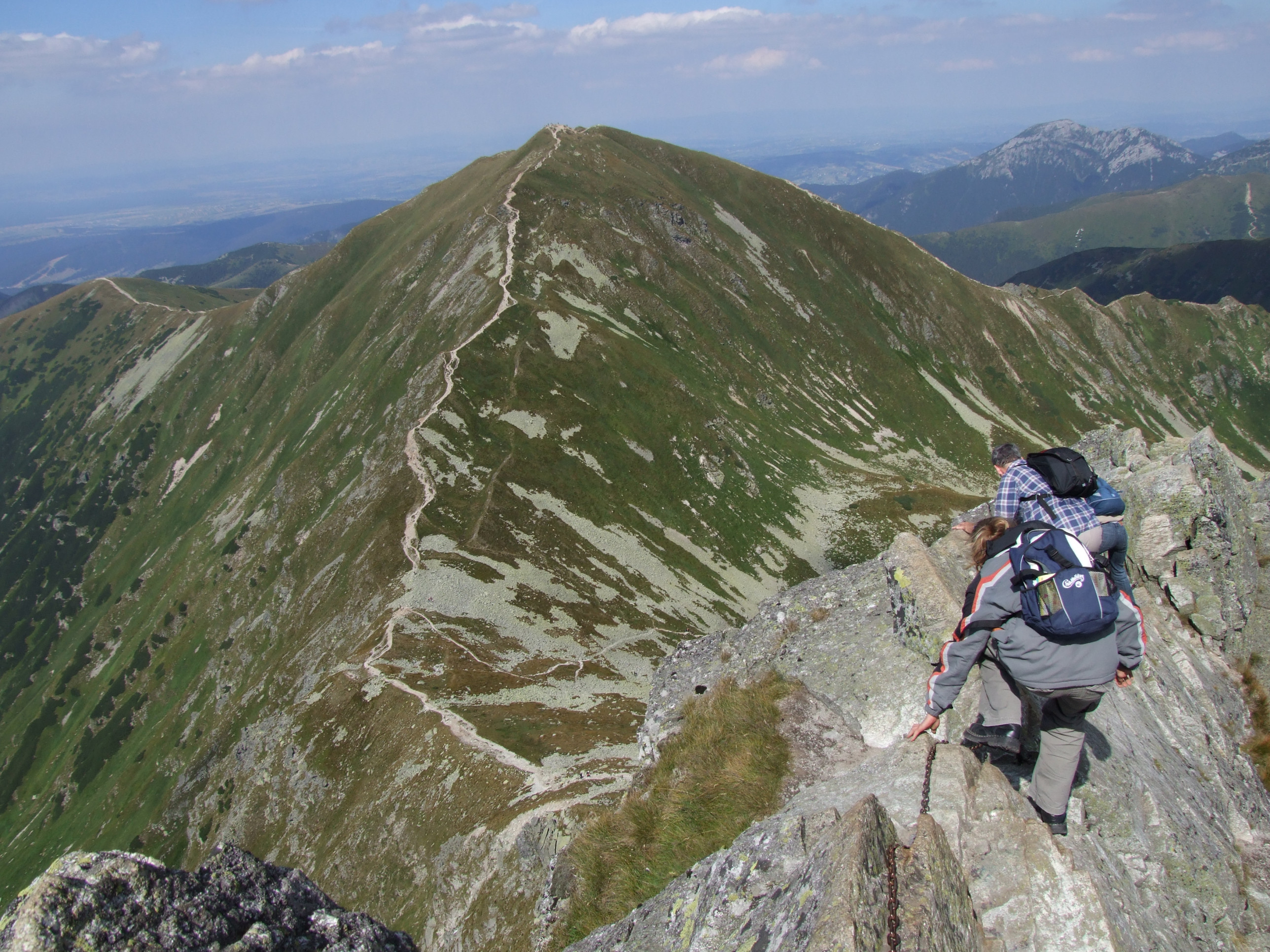
Rohacki Koń

Rohacki Koń – fragment grani Rohacza Ostrego, koń skalny znajdujący się poniżej jego wierzchołka, od strony Jamnickiej Przełęczy. Prowadzi przez niego znakowany, eksponowany (i poprzez to trudny) szlak turystyczny na ten szczyt, ubezpieczony przy pomocy łańcuchów (po obu stronach skały są urwiska). Pokonuje się go po południowej stronie grani, po stromo podciętej granitowej płycie, trzymając się łańcucha długości ok. 10 m. Mariusz Zaruski pisał o tym miejscu: Koń skalny – najtrudniejsze miejsce w grani Rohacza Ostrego (przebył ją zimą 1912 r.).

## Szlaki turystyczne
– czerwony, biegnący granią główną Tatr Zachodnich od Smutnej Przełęczy przez Rohacz Płaczliwy i Rohacz Ostry do Jamnickiej Przełęczy i Wołowca.
- Czas przejścia ze Smutnej Przełęczy na szczyt Rohacza Ostrego: 1:45 h, z powrotem 1:30 h
- Czas przejścia z Rohacza Ostrego na Wołowiec: 1:05 h, z powrotem 1 h